# Сатурн (премія, 1996)
22-а церемонія вручення нагород премії «Сатурн» за заслуги в царині кінофантастики, зокрема в галузі наукової фантастики, фентезі та жахів за 1995 рік, яка відбулася 25 червня 1996 року.

## Лауреати і номінанти
Нижче наведено повний перелік номінантів і переможців. Лауреати вказані першими та виділені жирним шрифтом.

### Фільми
| Найкращий науково-фантастичний фільм | Найкращий фентезійний фільм |
| --- | --- |
| - 12 мавп - Конго - Суддя Дредд - Епідемія - Особина - Дивні дні - Водний світ | - Бейб - Бетмен назавжди - Каспер - Везунчик - Індіанець у шафі - Джуманджі - Історія іграшок |
| Найкращий фільм жахів | Найкращий пригодницький фільм, бойовик чи трилер |
| - Від заходу до світанку - Місто загублених дітей - У пащі божевілля - Володар ілюзій - Німий свідок - Пророцтво - Байки зі склепу: Демон ночі | - Звичайні підозрювані - Аполлон-13 - Хоробре серце - Міцний Горішок 3: Помирати з піснею - Золоте око - Протистояння - Сім |
| Найкращий режисер | Найкращий сценарій |
| - Кетрін Біґелоу – Дивні дні - Девід Фінчер – Сім - Террі Гілліам – 12 мавп - Джо Джонстон – Джуманджі - Френк Маршалл – Конго - Роберт Родрігес – Від заходу до світанку - Браян Сінгер – Звичайні підозрювані | - Ендрю Кевін Вокер – Сім - Джордж Міллер, Кріс Нунан – Бейб - Квентін Тарантіно – Від заходу до світанку - Джеймс Кемерон, Джей Кукс – Дивні дні - Джосс Відон, Алек Соколов, Ендрю Стентон, Джоель Коен – Історія іграшок - Девід Вебб Піплз, Жанет Піплз – 12 мавп |
| Найкращий актор | Найкраща акторка |
| - Джордж Клуні – за роль Сета Гекко у фільмі Від заходу до світанку - Пірс Броснан – за роль Джеймс Бонд у фільмі Золоте око - Рейф Файнз – за роль Ленні Неро у фільмі Дивні дні - Морган Фрімен – за роль Вільяма Сомерсета у фільмі Сім - Робін Вільямс – за роль Алана Перріша у фільмі Джуманджі - Брюс Вілліс – за роль Джеймса Коула у фільмі 12 мавп                                                    | - Анджела Бассетт – за роль Лорнетт Мейсон у фільмі Дивні дні - Кеті Бейтс – за роль Долорес Клейборн у фільмі Долорес Клейборн - Ніколь Кідман – за роль Сюзан у фільмі Померти заради - Шерон Стоун – за роль Еллен у фільмі Швидкий та мертвий - Медлін Стоу – за роль Кетрін Рейлі у фільмі 12 мавп - Марина Зудіна – за роль Біллі Г'юз у фільмі Німий свідок                      |
| Найкращий актор другого плану | Найкраща акторка другого плану |
| - Бред Пітт – за роль Джефрі Гоїнса у фільмі 12 мавп - Гарві Кейтель – за роль Джейкоба Фулера у фільмі Від заходу до світанку - Вел Кілмер – за роль Кріса Шихерліса у фільмі Протистояння - Тім Рот – за роль Арчибальда Каннінгема у фільмі Роб Рой - Квентін Тарантіно – за роль Річарда Геко у фільмі Від заходу до світанку - Крістофер Вокен – за роль Гавриїла у фільмі Пророцтво                       | - Бонні Гант – за роль Сари Віттл у фільмі Джуманджі - Іллеана Дуглас – за роль Дженіс Маретто у фільмі Померти заради - Сальма Гаєк – за роль Кароліни у фільмі Відчайдушний - Дженніфер Джейсон Лі – за роль Селени Сент-Джордж у фільмі Долорес Клейборн - Джульєтт Льюїс – за роль Кейт Фуллер у фільмі Від заходу до світанку - Гвінет Пелтроу – за роль Трейсі Міллз у фільмі Сім |
| Найкращий молодий актор чи акторка | Найкраща музика |
| - Крістіна Річчі – за роль Кетлін «Кет» Гарві у фільмі Casper - Кірстен Данст – за роль Джуді Шеперд у фільмі Джуманджі - Бредлі Пірс – за роль Пітера Шеперда у фільмі Джуманджі - Макс Померанк – за роль Браяна Джонсона у фільмі Везунчик - Хал Скардіно – за роль Омрі у фільмі Індіанець у шафі - Джудіт Віттет – за роль Міетт у фільмі Місто загублених дітей                                           | - Джон Оттман – Звичайні підозрювані - Джеймс Горнер – Хоробре серце - Крістофер Янг – Імітатор - Ганс Ціммер – Багряний приплив - Денні Ельфман – Долорес Клейборн - Говард Шор – Сім |
| Найкращий костюм | Найкращий грим |
| - Джулі Вайс – 12 мавп - Боб Рінгвуд, Інгрід Феррін – Бетмен назавжди - Чарльз Кноде – Хоробре серце - Жан-Поль Готьє – Місто загублених дітей - Джанні Версаче, Емма Портеус – Суддя Дредд - Джон Блумфілд – Водний світ | - Жан Енн Блек, Роб Боттін – Сім - Рік Бейкер, Ве Нілл, Йоланда Туссіенг – Бетмен назавжди - (K.N.B. EFX Group Inc.) – Від заходу до світанку - (K.N.B. EFX Group Inc.) – У пащі божевілля - Нік Дадмен, Кріс Каннінгем – Суддя Дредд - Стів Джонсон, Білл Корсо, Кенні Майєрс – Особина                                                                                                |
| Найкращі спецефекти | |
| - Стен Паркс (Industrial Light & Magic (ILM), Amalgamated Dynamics) – Джуманджі - Джон Дайкстра, Томас Л. Фішер, Ендрю Адамсон, Ерік Дарст – Бетмен назавжди - Скотт Фаррар, Стен Вінстон, Майкл Лантієрі (Industrial Light & Magic (ILM)) – Конго - Ерік Бревіг (Industrial Light & Magic (ILM)) – Індіанець у шафі - Джоель Ханек (Mass. Illusions LLC) – Суддя Дредд - Річард Едланд, Стів Джонсон – Особина | |

### Телебачення
| Найкращий телесеріал | Найкраща телепостановка |
| --- | --- |
| - За межею можливого - Американська готика (серіал) - Сімпсони - Вир світів - Космос: вгорі та поза ним - Зоряний шлях: Глибокий космос 9 | - Чужа нація: Тисячоліття - Аутопсія інопланетян#Аутопсія інопланетян: Факт чи вигадка - Атака кінофільмів-кілерів - Goosebumps (для пілотної серії) - Окупанти - Лангольєри |

### Відео
| Найкращий жанр відеовидання |
| --- |
| - Перемога: Остання битва - Володар звірів 3: Око Браксуса - Земля первісних часів 3: В пошуках води - Таємниця острова Роан-Ініш - Термінал подорожі - Часовий майстер |

### Особливі нагороди
Нагорода імені Джорджа Пала
- Джон Карпентер

За досягнення в кар'єрі
- Альберт Брокколі
- Едвард Прессмен[en]

Премія за життєві досягнення
- Гаррісон Форд

Спеціальна нагорода
- Castle Rock Entertainment[en]

Президентська нагорода
- Роберт Вайз
- Браян Сінгер